# 彼得·沙利亚
彼得·阿法纳西耶维奇·沙利亚（俄语：Пётр Афана́сьевич Ша́рия，1902年4月7日—1979年9月7日），是拉夫连季·帕夫洛维奇·贝利亚政治、外交的顾问，曾担任格鲁吉亚宣传鼓动书记，是格鲁吉亚中央委员会主席团成员。1952年卷入明格列尔人事件，在约瑟夫·维萨里奥诺维奇·斯大林去世后被平反。1953年被捕受审，1954年判刑10年，1963年获释，在格鲁吉亚国家科学院工作。